# Mellan-Västgöttjärnen
Mellan-Västgöttjärnen är en sjö i Filipstads kommun i Värmland och ingår i Göta älvs huvudavrinningsområde.